# Alex Oliveira
Alex Oliveira (Rio de Janeiro, 21 febbraio 1988) è un lottatore di arti marziali miste brasiliano.
Combatte nella categoria dei pesi welter per l'organizzazione UFC.

## Carriera nelle arti marziali miste

### Ultimate Fighting Championship
Esordì il 21 marzo 2015 contro Gilbert Burns, in sostituzione dell'infortunato Josh Thomson. Dopo essersi aggiudicato le prime due riprese, Oliveira fu sconfitto tramite sottomissione al terzo round.
Fu nuovamente scelto come sostituto, questa volta di Yan Cabral, per sfidare KJ Noons il 30 maggio 2015 all'evento UFC Fight Night 67. Vinse l'incontro tramite sottomissione al primo round.
Nel suo terzo incontro in tre mesi, il 27 giugno 2015 combatté il debuttante Joe Merritt all'evento UFC Fight Night 70, trionfando via decisione unanime.
Successivamente ritornò ai pesi leggeri per combattere Piotr Hallmann il 7 novembre 2015 all'evento UFC Fight Night 77. Vinse il match via KO al terzo e ultimo round, ottenendo tra l'altro il suo primo riconoscimento Performance of the Night.
Il 21 febbraio 2016 affrontò il quotato Donald Cerrone all'evento UFC Fight Night: Cowboy vs. Cowboy, sostituendo l'indisponibile Tim Means. Oliveira venne sconfitto via sottomissione al primo round.
A luglio dovette affrontare James Moontasri all'evento UFC on Fox 20, vincendo l'incontro per decisione unanime.
Il 1º di ottobre dovette affrontare l'ex campione dei pesi leggeri Bellator MMA Will Brooks. Durante la cerimonia del peso, Oliveira superò il limite massimo della categoria, pesando 73,3 kg. Il match venne quindi spostato nella categoria catchweight. Alla terza ripresa, Oliveira riuscì a portare al tappeto il suo avversario per poi raggiungere la posizione denominata mezzaguardia; da tale posizione riuscì con un ginocchio a bloccare il braccio destro di Brooks e a colpirlo con ripetuti pugni al volto, vincendo così l'incontro per KO tecnico.
Olivera affrontò Tim Means in un incontro valido per la categoria dei pesi welter, all'evento UFC 207 del 30 dicembre 2016. L'incontro finì in un no contest, a causa di alcune ginocchiate illegali eseguite da Means mentre Oliveira si trovava al tappeto.

## Risultati nelle arti marziali miste
| Risultato  | Record      | Avversario          | Metodo                            | Evento                                    | Data              | Round | Tempo | Città                                 | Note                                                              |
| ---------- | ----------- | ------------------- | --------------------------------- | ----------------------------------------- | ----------------- | ----- | ----- | ------------------------------------- | ----------------------------------------------------------------- |
| Sconfitta  | 22-10-1 (2) | Randy Brown         | Sottomissione (rear-naked choke)  | UFC 261: Usman vs. Masvidal 2             | 24 aprile 2021    | 1     | 2:50  | Jacksonville, Stati Uniti             |                                                                   |
| Sconfitta  | 22-9-1 (2)  | Shavkat Rakhmonov   | Sottomissione (guillotine choke)  | UFC 254: Khabib vs. Gaethje               | 24 ottobre 2020   | 3     | 5:00  | Abu Dhabi, Emirati Arabi              | Incontro catchweight (173 lbs). Oliveira manca il taglio del peso |
| Vittoria   | 22-8-1 (2)  | Peter Sobotta       | Decisione (unanime)               | UFC on ESPN: Whittaker vs. Till           | 26 luglio 2020    | 3     | 5:00  | Abu Dhabi, Emirati Arabi              |                                                                   |
| Vittoria   | 21-8-1 (2)  | Max Griffin         | Decisione (non unanime)           | UFC 248: Adesanya vs. Romero              | 7 marzo 2020      | 3     | 5:00  | Las Vegas, Stati Uniti                |                                                                   |
| Sconfitta  | 20-8-1 (2)  | Nicolas Dalby       | Decisione (unanime)               | UFC Fight Night: Hermansson vs. Cannonier | 28 settembre 2019 | 3     | 5:00  | Copenaghen, Danimarca                 |                                                                   |
| Sconfitta  | 20-7-1 (2)  | Mike Perry          | Decisione (unanime)               | UFC Fight Night: Jacarè vs. Hermansson    | 27 aprile 2019    | 3     | 5:00  | Sunrise, Stati Uniti                  | Fight of the Night                                                |
| Sconfitta  | 20-6-1 (2)  | Gunnar Nelson       | Sottomissione (rear naked choke)  | UFC 231: Holloway vs. Ortega              | 8 dicembre 2018   | 2     | 4:17  | Toronto, Canada                       |                                                                   |
| Vittoria   | 20-5-1 (2)  | Carlo Pedersoli Jr. | KO tecnico (pugni)                | UFC Fight Night: Santos vs. Anders        | 22 settembre 2018 | 1     | 0:39  | São Paulo, Brasile                    |                                                                   |
| Vittoria   | 19-5-1 (2)  | Carlos Condit       | Sottomissione (guillotine choke)  | UFC on Fox: Poirier vs. Gaethje           | 14 aprile 2018    | 2     | 3:17  | Glendale, Stati Uniti                 | Performance of the Night                                          |
| Sconfitta  | 18-5-1 (2)  | Yancy Medeiros      | KO tecnico (pugni)                | UFC 218: Holloway vs. Aldo 2              | 2 dicembre 2017   | 2     | 3:02  | Detroit, Stati Uniti                  | Fight of the Night                                                |
| Vittoria   | 18-4-1 (2)  | Ryan LaFlare        | KO (pugno)                        | UFC on Fox: Weidman vs. Gastelum          | 22 luglio 2017    | 2     | 1:50  | Uniondale, Stati Uniti                | Performance of the Night                                          |
| Vittoria   | 17-4-1 (2)  | Tim Means           | Sottomissione (rear-naked choke)  | UFC Fight Night: Belfort vs. Gastelum     | 11 marzo 2017     | 2     | 2:38  | Fortaleza, Brasile                    |                                                                   |
| No Contest | 16-4-1 (2)  | Tim Means           | No Contest (ginocchiate illegali) | UFC 207: Nunes vs. Rousey                 | 30 dicembre 2016  | 1     | 3:33  | Paradise, Stati Uniti                 | Ritorna ai Pesi Welter                                            |
| Vittoria   | 16-4-1 (1)  | Will Brooks         | KO Tecnico (pugni)                | UFC Fight Night: Lineker vs. Dodson       | 1 ottobre 2016    | 3     | 3:30  | Portland, Stati Uniti                 | Incontro Catchweight (73,3 kg)                                    |
| Vittoria   | 15-4-1 (1)  | James Moontasri     | Decisione unanime                 | UFC on Fox: Holm vs. Shevchenko           | 23 luglio 2016    | 3     | 5:00  | Chicago, Illinois, Stati Uniti        |                                                                   |
| Sconfitta  | 14-4-1 (1)  | Donald Cerrone      | Sottomissione (Triangle choke)    | UFC Fight Night: Cowboy vs. Cowboy        | 21 febbraio 2016  | 1     | 2:33  | Pittsburgh, Pennsylvania, Stati Uniti |                                                                   |
| Vittoria   | 14-3-1 (1)  | Piotr Hallmann      | KO (pugni)                        | UFC Fight Night: Belfort vs. Henderson 3  | 7 novembre 2015   | 3     | 0:51  | San Paolo, Brasile                    |                                                                   |
| Vittoria   | 13-3-1 (1)  | Joe Merritt         | Decisione (unanime)               | UFC Fight Night: Machida vs. Romero       | 27 giugno 2015    | 3     | 5:00  | Hollywood, Stati Uniti                |                                                                   |
| Vittoria   | 12-3-1 (1)  | K.J. Noons          | Sottomissione(rear-naked choke)   | UFC Fight Night: Condit vs. Alves         | 30 maggio 2015    | 1     | 2:51  | Goiânia,, Brasile                     |                                                                   |
| Sconfitta  | 11-3-1 (1)  | Gilbert Burns       | Sottomissione (armbar)            | UFC Fight Night: Maia vs. LaFlare         | 21 marzo 2015     | 3     | 4:14  | Rio de Janeiro, Brasile               | Lightweight bout.                                                 |
| Vittoria   | 11-2-1 (1)  | Joilton Santos      | Decisione (unanime)               | Face to Face 10                           | 21 febbraio 2015  | 3     | 5:00  | Itaboraí, Brasile                     |                                                                   |
| Vittoria   | 10-2-1 (1)  | Douglas Aparecido   | KO (tecnico)                      | Watch Out Combat Show 38                  | 18 ottobre 2014   | 1     | 2:52  | Ubá, Brasile                          |                                                                   |
| Vittoria   | 9-2-1 (1)   | Ederson Moreira     | Suttomissione (rear-naked choke)  | Watch Out Combat Show 36                  | 18 luglio 2014    | 1     | 4:18  | Três Rios, Brasile                    |                                                                   |